# Epidendrum rocalderianum
Epidendrum rocalderianum är en orkidéart som beskrevs av Pedro Ortiz Valdivieso och Eric Hágsater. Epidendrum rocalderianum ingår i släktet Epidendrum och familjen orkidéer.
Artens utbredningsområde är Colombia. Inga underarter finns listade i Catalogue of Life.